# Брија
Брија (фр. Bryas) насеље је и општина у североисточној Француској у региону Север-Па д Кале, у департману Па де Кале која припада префектури Арас.
По подацима из 2011. године у општини је живело 318 становника, а густина насељености је износила 41,09 становника/km². Општина се простире на површини од 7,74 km². Налази се на средњој надморској висини од 160 метара (максималној 166 m, а минималној 122 m).

## Демографија
| 1962. | 1968. | 1975. | 1982. | 1990. | 1999. | 2011. |
| ----- | ----- | ----- | ----- | ----- | ----- | ----- |
| 223   | 269   | 264   | 278   | 264   | 235   | 318   |

График промене броја становника у току последњих година